# مقاطعة تروسديل (تينيسي)
مقاطعة تروسديل هي مقاطعة في تينيسي، بلغ عدد سكانها 7٬870  نسمة، في 2010، عاصمتها هارتسفيل، تبلغ مساحتها 302 كيلومتر مربع.

## الموقع
تشترك في الحدود مع:
- مقاطعة ماكون (تينيسي).

## التقسيمات الإدارية
- هارتسفيل.